# The Incredible Bongo Band
The Incredible Bongo Band er et Funk-band. Gruppen blev dannet af Michael Viner fra USA.

## Diskografi
- Bongo rock (1973)
- The Return of The Incredible Bongo Band (1974)

| Musikgruppe | Spire Denne artikel om en amerikansk musikgruppe er en spire som bør udbygges. Du er velkommen til at hjælpe Wikipedia ved at udvide den. |